# 裸拳拳击
裸拳拳击是一种不使用手部护垫的格斗运动。该项运动起源于17世纪的英国，并且由于其公认的格斗规则，与通常的街头格斗有所不同。裸拳拳击现有职业联赛Bare Knuckle Fighting Championship （BKFC）。

## 历史
裸拳拳击起源于英国。据拳击编年史Pugilistica记载，英国报纸上第一篇关于拳击比赛的报道可以追溯到1681年，当时新教的《水星报》称：“昨天，在阿尔伯马尔公爵格蕾丝面前进行了一场拳击比赛，双方是公爵的男仆和屠夫...后者赢得了这个奖项，就像他以前做过的很多事一样，虽然他只是个小个子，但他被认为是英格兰这项运动中最好的。“

## 规则
到 1700 年代中期，古典拳击运动开始采用规则来减少比赛造成的伤亡，同时也将这项运动展示为一项受人尊敬的运动项目。在现代手套拳击被接受之前，当时采用了三项规则。
- 布劳顿规则：第一套规则由冠军杰克·布劳顿 (Jack Broughton) 于1743年制定。根据布劳顿规则，一轮比赛持续进行，直到有人倒地为止；否则，比赛将继续进行。30秒后，他必须面对对手（摆好姿势），距离不超过一码（约一米），否则就会被宣告失败。击打倒地的对手也是被禁止的。
- 伦敦擂台规则：由英国拳击手保护协会于 1838 年发起并于 1853 年进一步修订的一套新规则。新规则规定擂台面积为 24 英尺（7.32 米）见方，周围有两根绳子。当一名拳击手倒地时，回合就结束了，他被扶到角落里。下一轮比赛将在 30 秒后开始，每位拳击手都需要在没有帮助的情况下到达拳击场中央的一个标记。如果一名选手在额外 8 秒内未能达到该分数，则他被宣布为失败者。踢、凿、头撞、咬、低击等行为均被宣告犯规。
- 昆斯伯里侯爵规则：由业余运动俱乐部的约翰·格雷厄姆·钱伯斯 (John Graham Chambers) 于 1867 年编纂并得到第九代昆斯伯里侯爵约翰·肖托·道格拉斯 (John Sholto Douglas) 赞助的另一套规则。新规则增加了拳击比赛中一直延续到现代的限制例如，拳击手必须戴上衬垫手套，一轮比赛由三分钟的战斗和一分钟的休息组成，摔跤成为非法，任何摔倒的拳击手都必须在10秒内独自站起来。如果一名拳击手无法站起来，他就被宣布击倒，比赛结束。在此期间还引入了第一个重量划分。